# Ogorzałka (zwyczajna)
Ogorzałka zwyczajna (Aythya marila) – gatunek średniej wielkości wędrownego ptaka wodnego z rodziny kaczkowatych (Anatidae), zamieszkujący Eurazję i Amerykę Północną. Nie jest zagrożony wyginięciem.

## Systematyka i występowanie
Wyróżniono dwa podgatunki A. marila:
- Aythya marila marila – od Islandii przez Półwysep Skandynawski po Lenę, zasadniczo na północ od 60°N. Zimuje na wybrzeżach Europy Zachodniej i Środkowej, jeziorach środkowej i wschodniej Europy, wybrzeżach Morza Czarnego i Kaspijskiego. Sporadycznie pojawia się na Wyspie Niedźwiedziej, Jan Mayen, w basenie Morza Śródziemnego, na Bliskim Wschodzie i na Azorach.

W Polsce zimuje dość licznie na wybrzeżu Bałtyku i nielicznie w głębi kraju, głównie w czasie ciężkich zim. Szczególnie licznie zimuje na Zalewie Szczecińskim. Spotykana od października do kwietnia. W 1977 roku znaleziono trzy gniazda tego ptaka koło Mińska Mazowieckiego.
- Aythya marila nearctica – od Leny przez Kamczatkę, Aleuty i Alaskę po atlantyckie wybrzeże Kanady. Zimuje na wybrzeżach Japonii, na wybrzeżu Morza Żółtego i Wschodniochińskiego oraz wschodnim i zachodnim wybrzeżu Ameryki Północnej, a także nad Wielkimi Jeziorami Północnoamerykańskimi.

## Morfologia

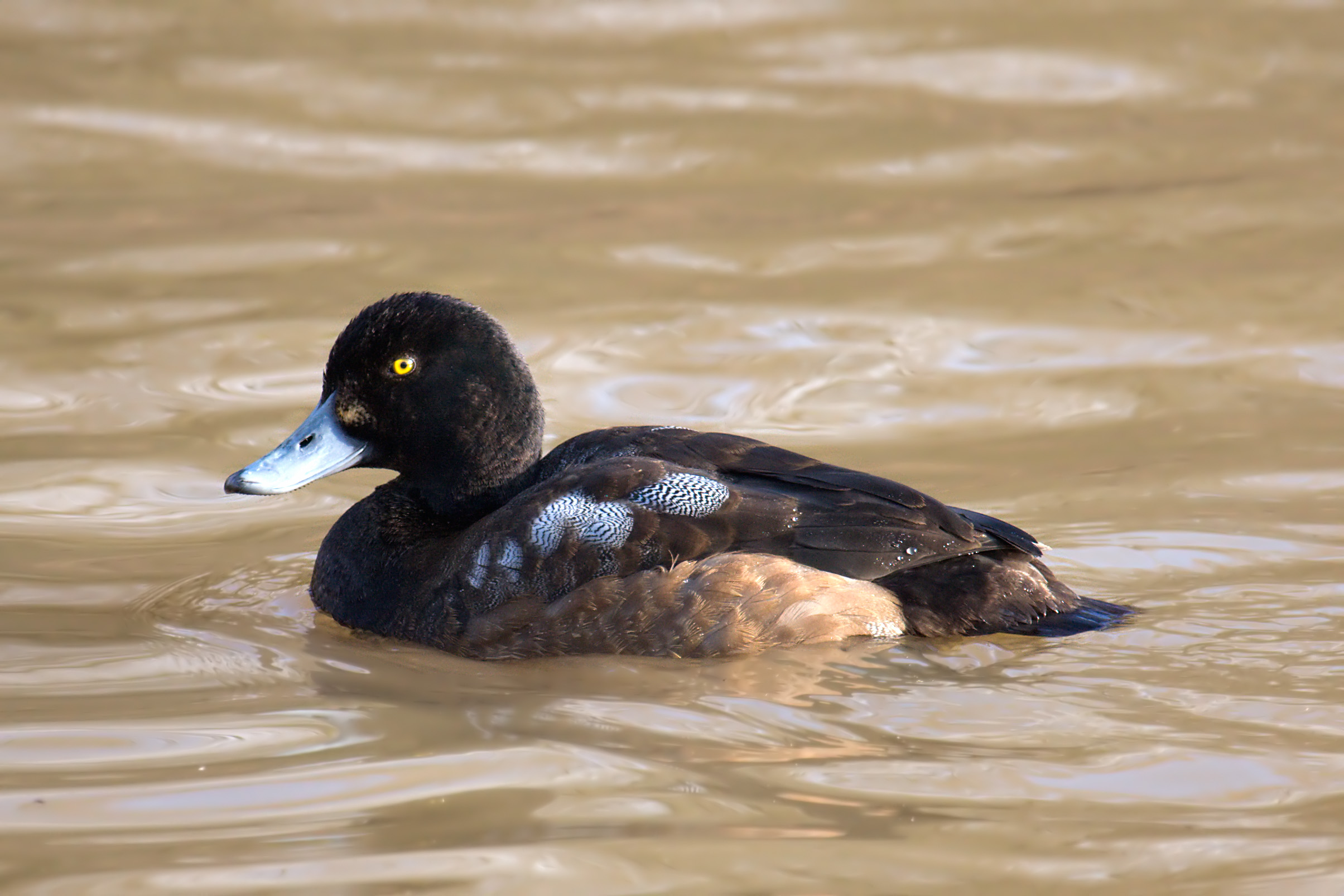
Młody samiec w szacie immaturalnej

WyglądSamiec w szacie godowej ma głowę, szyję i pierś czarne z zielonkawofioletowym metalicznym połyskiem, grzbiet szaroniebieskawy w brunatne prążki, boki i brzuch białe, ogon i podogonie czarne. Na ciemnych skrzydłach białe lusterko. Samica brązowa z jaśniejszym bokiem, białawym brzuchem, u nasady dzioba szeroka biała przepaska. Latem za okiem biaława plama, lusterko białe. Koło ucha widoczna biała plama. Młodociane i samiec w szacie spoczynkowej podobne do samicy w okresie godowym, choć u kaczora zawsze zostają prążki na grzbiecie, a pas u nasady dzioba jest węższy.
Bardzo podobna do czernicy, ale kaczor tego drugiego gatunku ma czarny grzbiet, a kaczka węższy pasek u nasady dzioba. Różnią się też dziobami – ogorzałki jest większy i rozszerzony na końcu, ale bez ciemnej plamki widocznej u czernicy.
Wymiary średniedługość ciała ok. 40–51 cm
długość skrzydła 18–23 cm
rozpiętość skrzydeł 72–83 cm
masa ciała ok. 700–1300 g (średnio 950 g)

## Ekologia

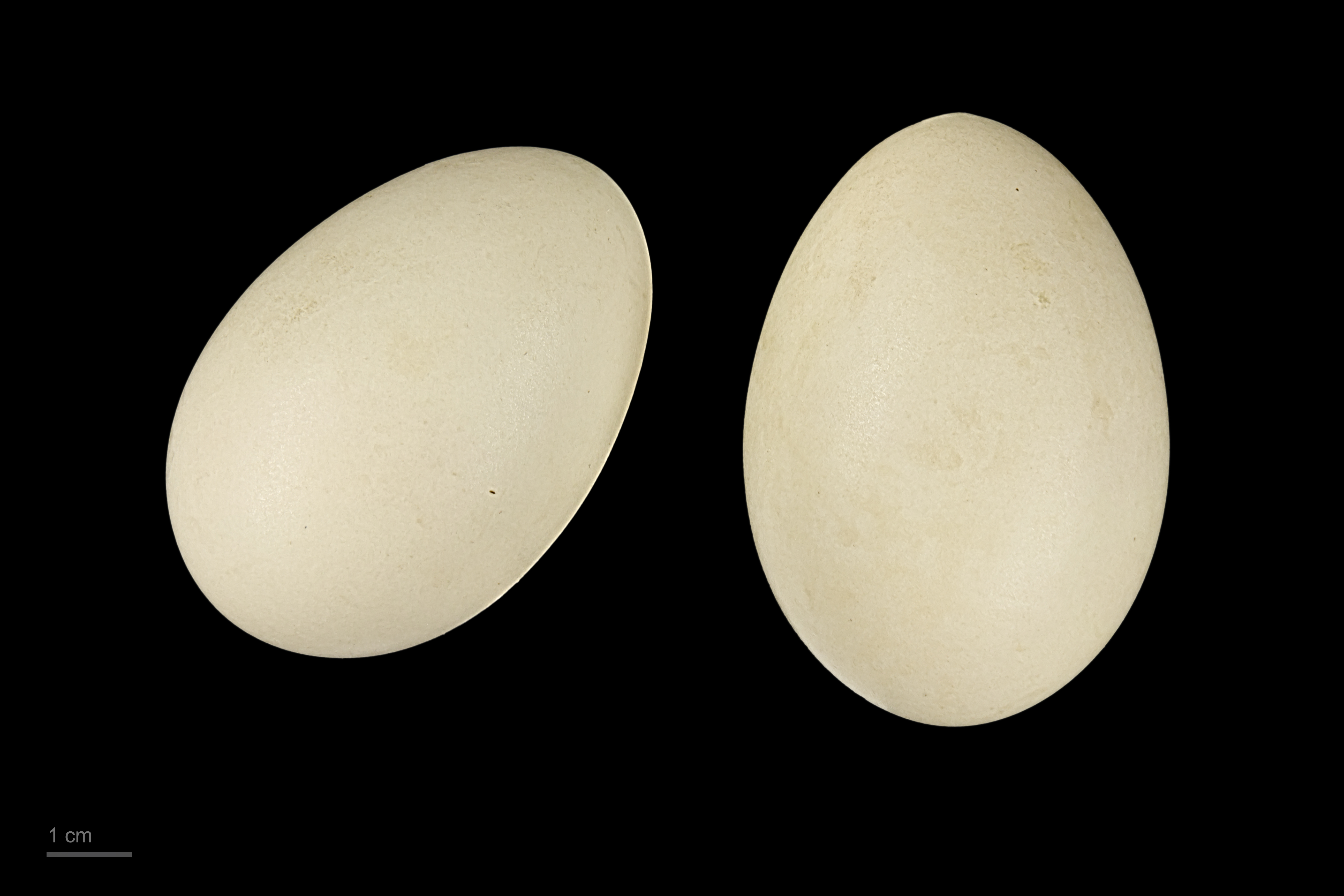
Jaja

BiotopZbiorniki słodkiej wody o bogatej szacie roślinnej. Preferuje tundrę, lasotundrę i północną część tajgi. Bardziej na południe gnieździ się też na bagnach.
GłosNa lęgowisku słychać ciche „wiik wiik wiu” kaczora i ochrypłe „kerrr” kaczki.
GniazdoW kwietniu przylatuje parami, a gniazduje w maju i czerwcu. Gniazdo usytuowane na ziemi w pobliżu wody, ukryte w krzakach, turzycach lub trawie. Gdy teren jest suchy, to jamka w gruncie wysłana suchą trawą. Na obszarach podmokłych lęgowa budowla ma 25 cm średnicy i 15 cm wysokości. W obu przypadkach gniazdo otoczone ciemnym puchem. Na niektórych wyspach gniazduje w koloniach.
JajaW ciągu roku wyprowadza jeden lęg, składając w maju – czerwcu 6 do 13 brązowych, oliwkowych lub oliwkowoszarych jaj o średnich wymiarach 62 × 40 mm i średniej masie 67 g.
Okres lęgowyJaja wysiadywane są przez okres 24 do 28 dni przez samicę. Pisklęta opuszczają gniazdo zaraz po wykluciu, usamodzielniają się po 35–45 dniach. Do tego czasu kaczęta wodzone są przez matkę. Jesienne przeloty na zimowiska zaczynają się na początku września, choć najintensywniej zachodzą w październiku.
PożywienieŻywi się zwierzętami wodnymi, głównie mięczaki. Dietę uzupełniona jest przez zielone części roślin i nasiona. Pokarm zdobywa nurkując.

## Status i ochrona
W Czerwonej księdze gatunków zagrożonych Międzynarodowej Unii Ochrony Przyrody ogorzałka nieprzerwanie od 1988 roku klasyfikowana jest jako gatunek najmniejszej troski (LC – Least Concern). Liczebność światowej populacji w 2016 roku, według szacunków organizacji Wetlands International, wynosiła około 4,92–5,13 milionów osobników. Globalny trend liczebności populacji uznawany jest za spadkowy.
Na terenie Polski gatunek ten jest objęty ścisłą ochroną gatunkową. Liczebność populacji zimującej na terenie kraju w latach 2013–2018 szacowano na 1700–37 500 osobników.